# Банин, Симон Яковлевич
Симон Яковлевич Банин (14.01.1932 — 04.07.2009) — экскаваторщик Великоустюгского дорожно-строительного управления № 2 Вологодского областного управления по строительству и эксплуатации автомобильных дорог, Герой Социалистического Труда (23.01.1974).
С 1948 г. работал подсобником на строительстве автодороги Вологда — Ярославль.
С 1959 года машинист экскаватора Великоустюгского дорожно-строительного управления № 2.
За высокую производительность труда в дорожном строительстве в 1966 году награждён орденом Ленина.
Личный план IX пятилетки выполнил за 2 года 8 месяцев, за что удостоен звания Героя Социалистического Труда (23.01.1974).
Заслуженный строитель РСФСР. Почётный гражданин города Великий Устюг.